# Calcolo urinario

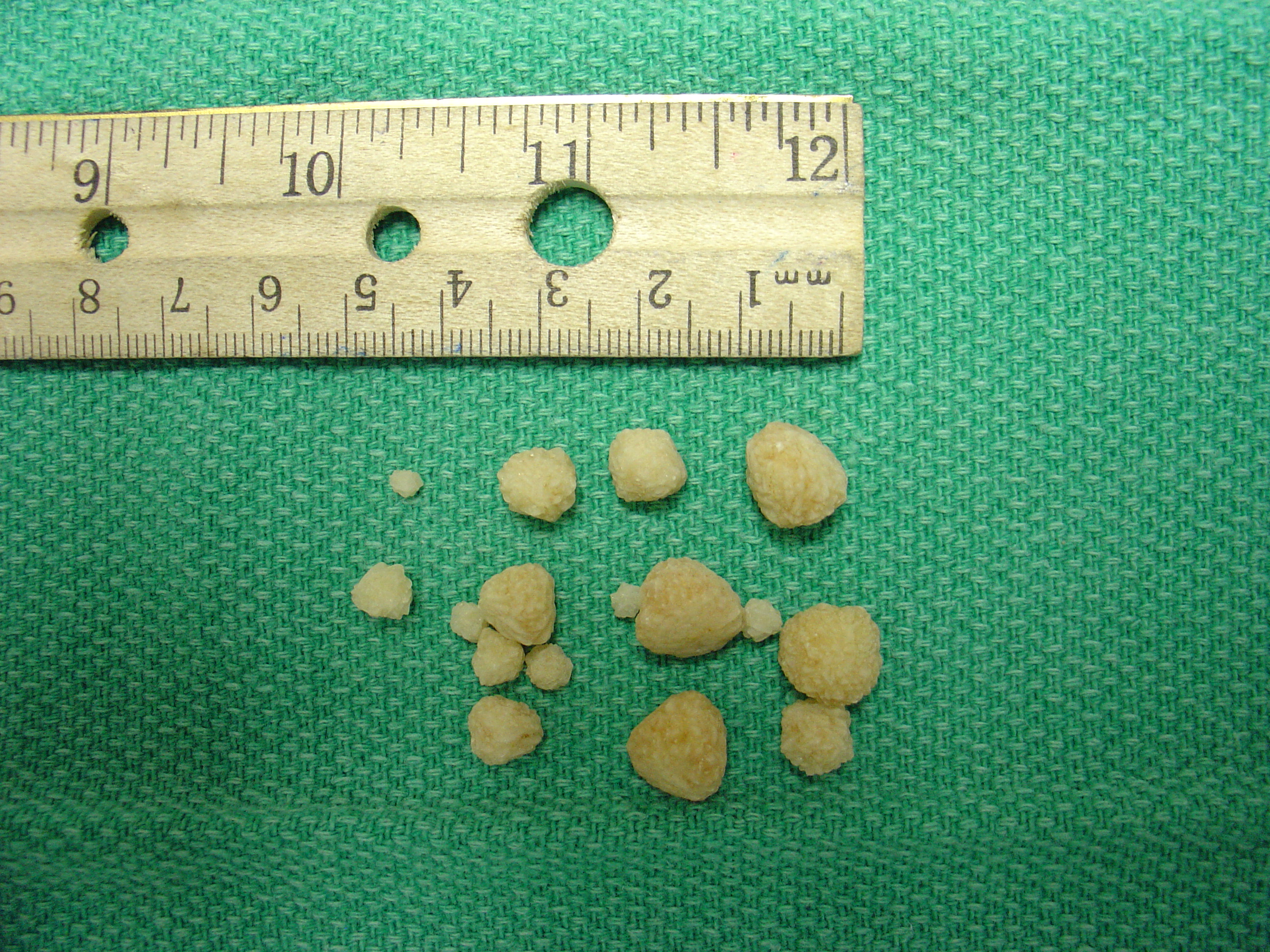
Calcoli di ossalato di calcio

I  calcoli urinari  sono concrezioni cristalline che possono formarsi nell'apparato urinario in seguito alla precipitazione e successiva aggregazione di sostanze disciolte nelle urine. La condizione patologica legata alla formazione dei calcoli è detta calcolosi urinaria o urolitiasi.

## Tipologia
In ordine di frequenza, i principali tipi di calcoli urinari sono formati da:
- Ossalato di calcio (40%)
- Fosfato di calcio (15%)
- Ossalato e fosfato (15%)
- Acido urico (10%)
- Misti (acido urico e calcio) (10%)
- Fosfato ammonio-magnesiaco (8%)
- Cistina (2%)

## Cause
I calcoli si formano quando alcuni composti presenti nell'urina in soluzione precipitano, formando cristalli. Ciò può dipendere da variazioni del grado di saturazione dell'urina stessa (per aumento della concentrazione di determinati composti dovuta a aumentata escrezione o marcata conservazione idrica), da alterazioni del pH urinario o dalla riduzione di alcune sostanze che fisiologicamente inibiscono la cristallizzazione (in particolare citrato e magnesio).
L'aumento dell'incidenza è collegato a un basso volume urinario o aumentata concentrazione dei soluti nelle urine.
In particolare l'aumento dell'escrezione urinaria di calcio può essere legato a diversi fattori, tra cui un alterato assorbimento intestinale di calcio o un eccessivo riassorbimento osseo.
I fattori responsabili della formazione dei calcoli si possono suddividere in tre categorie:
- Fattori organici: tutte le condizioni patologiche nelle quali il deflusso urinario è ostacolato, come le malformazioni delle vie urinarie (in particolare la stenosi del giunto pielo-utererale) o le ostruzioni acquisite di queste ultime (stenosi degli ureteri di varia origine, anche insorte in seguito ad interventi chirurgici).
- Fattori funzionali: in questo ampio gruppo sono compresi disordini endocrini come l'iperparatiroidismo primitivo e numerose alterazioni, spesso ad eziologia ignota, del metabolismo di calcio, ossalato, acido urico, cistina e xantina, che hanno come effetto una aumentata concentrazione di queste sostanze nelle urine (per aumentata produzione, ridotta eliminazione o aumentata escrezione urinaria).
- Altri fattori: familiarità (è stata riscontrata un'aumentata probabilità di sviluppare la calcolosi nei parenti dei soggetti affetti, pur non essendo noto alcun gene responsabile della patologia); alimentazione (scarso apporto di acqua e dieta ricca di proteine); alcuni farmaci (antivirali).

I principali sintomi sono:
- dolore di tipo colico al fianco che si irradia fino all'inguine
- disuria e pollachiuria
- ematuria macro e microscopica

Quando il calcolo raggiunge la vescica si ha decompressione e il dolore sparisce.

## Diagnosi
- Radiografia diretta renale: evidenzia tutti i calcoli ad eccezione di quelli di acido urico, che sono radiotrasparenti.
- Urografia: rappresenta il gold standard per la diagnosi, poiché evidenzia, oltre ai calcoli, anche eventuali malformazioni delle vie urinarie che possono favorirne la formazione.
- Analisi chimica e cristallografica del calcolo: è l'unico esame che consente di individuarne con certezza la composizione.
- Studio metabolico completo: deve comprendere il dosaggio nel siero e nelle urine di tutte le sostanze potenzialmente coinvolte nella formazione dei calcoli, quali calcio, fosforo e acido urico, e il dosaggio urinario di ossalato e cistina.
- Esame delle urine: in particolare, lo studio del sedimento urinario può dare utili indicazioni sulla presenza di cristalli (qualora non siano disponibili calcoli da analizzare), globuli bianchi e globuli rossi (che indicano, rispettivamente, la presenza di infiammazione e di sanguinamento, entrambe riconducibili alla presenza del calcolo nelle vie urinarie).